# قطعنامه ۱۹۴ شورای امنیت
قطعنامه  ۱۹۴ شورای امنیت سازمان ملل متحد که در تاریخ ۲۵ سپتامبر ۱۹۶۴ تصویب شد، سندی بین‌المللی دربارهٔ مسئلهٔ قبرس است. این قطعنامه طی نشست ۱۱۵۹ام با ۱۱ موافق، ۰ مخالف و ۰ ممتنع تصویب شد.